# Lista așezărilor de tip urban din Republica Moldova
Așezarea de tip urban (sau localitate de tip orășenesc) este un tip (istoric) de localitate, care a existat în RASS Moldovenească, RSS Moldovenească și Republica Moldova din 1924 până în anii 1990. În ziua de astăzi în Republica Moldova nu mai există un astfel de tip de așezări, toate fiind transformate în anii 1990 în orașe sau sate. Totodată, în autoproclamata Republica Moldovenească Nistreană, care se pretinde stat independent și de facto nu este controlată de Chișinău, așezările de tip urban mai există și în prezent ca un tip distinct de localități.

## Lista așezărilor de tip urban din RSS Moldovenească și Republica Moldova
| Denumire                              | Denumire în rusă               | Din  | Până în   | Statut actual          |
| ------------------------------------- | ------------------------------ | ---- | --------- | ---------------------- |
| Anenii Noi                            | Новые Анены                    | 1965 | anii 1990 | oraș                   |
| Basarabeasca                          | Бессарабка / Романовка         | 1946 | anii 1990 | oraș                   |
| Biruința                              | Бируинца                       | 1965 | anii 1990 | oraș                   |
| Briceni                               | Бричаны                        | 1940 | anii 1990 | oraș                   |
| Bucovăț                               | Быковец                        | 1952 | anii 1990 | oraș                   |
| Bugeac (în găgăuză Bucak)             | Буджак                         | 1978 | anii 1990 | sat                    |
| Ceadîr-Lunga (în găgăuză Çadır Lunga) | Чадыр-Лунга                    |      | 1958      | oraș                   |
| Cimișlia                              | Чимишлия                       | 1965 | anii 1990 | oraș                   |
| Iargara                               | Яргара                         | 1951 | anii 1990 | oraș                   |
| Cupcini                               | Купчинь / Калининск            | 1964 | anii 1990 | oraș                   |
| Cantemir                              | Кантемир                       | 1973 | anii 1990 | oraș                   |
| Codru                                 | Кодру                          | 1977 | anii 1990 | oraș                   |
| Cornești                              | Корнешты                       | 1951 | anii 1990 | oraș                   |
| Costești                              | Костешты                       | 1976 | anii 1990 | oraș                   |
| Cricova                               | Криково                        | 1975 | anii 1990 | oraș                   |
| Criuleni                              | Криуляны                       | 1967 | anii 1990 | oraș                   |
| Dondușeni                             | Дондюшаны                      | 1958 | anii 1990 | oraș                   |
| Drochia                               | Дрокия                         | 1954 | 1973      | oraș                   |
| Dumbrăveni                            | Думбравены                     | 1985 | 1991      | orașul Căinari         |
| Edineț                                | Единцы                         |      | 1962      | oraș                   |
| Frunză                                | Фрунзе                         | 1973 | anii 1990 | oraș                   |
| Ghidighici                            | Гидигич                        | 1963 | anii 1990 | sat                    |
| Ghindești                             | Гиндешты / Ленинский           | 1956 | anii 1990 | oraș                   |
| Glodeni                               | Глодяны                        | 1967 | anii 1990 | oraș                   |
| Hîncești                              | Хынчешты / Котовское / Котовск |      | 1965      | oraș                   |
| Ialoveni                              | Яловены / Кутузов              | 1977 | anii 1990 | oraș                   |
| Lipcani                               | Липканы                        | 1940 | anii 1990 | oraș                   |
| Mărculești                            | Маркулешты                     | 1952 | 1994      | oraș                   |
| Nisporeni                             | Ниспорены                      | 1967 | anii 1990 | oraș                   |
| Ocnița                                | Окница                         | 1946 | anii 1990 | oraș                   |
| Otaci                                 | Атаки                          | 1956 | 1994      | oraș                   |
| Progress                              | Прогресс                       | 1977 | anii 1990 | parte a orașului Orhei |
| Rîșcani                               | Рышканы                        | 1940 | anii 1990 | oraș                   |
| Sîngerei                              | Сынжерея / Лазовск             | 1965 | anii 1990 | oraș                   |
| Stăuceni                              | Ставчены                       | 1978 | anii 1990 | sat                    |
| Strășeni                              | Страшены                       | 1965 | anii 1990 | oraș                   |
| Șoldănești                            | Шолданешты / Черненко          | 1980 | anii 1990 | oraș                   |
| Ștefan Vodă                           | Штефан-Водэ / Суворово         | 1964 | anii 1990 | oraș                   |
| Taraclia                              | Тараклия                       | 1947 | anii 1990 | oraș                   |
| Telenești                             | Теленешты                      | 1940 | anii 1990 | oraș                   |
| Vadul lui Vodă                        | Вадул-луй-Водэ                 | 1968 | anii 1990 | oraș                   |
| Vișniovca                             | Вишнёвка                       | 1948 | anii 1990 | sat                    |
| Vulcănești (în găgăuză Valkaneş)      | Вулканешты                     | 1965 | 1995      | oraș                   |

## Așezări de tip urban din RASSM și Transnistria
| Denumire       | Denumire în rusă  | Denumire în ucraineană | Din  | Până în | Statut actual |
| -------------- | ----------------- | ---------------------- | ---- | ------- | --- |
| Grigoriopol    | Григориополь      | Григоріополь           | 1924 | 2002    | oraș |
| Dnestrovsc     | Днестровск        | Дністровськ            | 1963 | 2002    | oraș |
| Camenca        | Каменка           | Кам’янка               | 1924 | 2002    | oraș |
| Crasnoe        | Красное           | Красне                 | 1957 | …       | Conform organizării administrativ-teritoriale (OAT) a Republicii Moldova — oraș; conform OAT Transnistriei — așezare de tip urban |
| Maiac          | Маяк              | Маяк                   | 1978 | …       | Conform OAT a Republicii Moldova — oraș; conform OAT Transnistriei — așezare de tip urban                                         |
| Tiraspolul Nou | Новотираспольский | Новотираспольський     | 1982 | 2008    | Conform OAT Republicii Moldova este un oraș distinct; conform OAT a Transnistriei — face parte din orașul Tiraspol                |
| Pervomaisc     | Первомаиск        | Первомайськ            | 1978 | …       | Conform OAT Republicii Moldova — sat; conform OAT Transnistriei — așezare de tip urban                                            |
| Rîbnița        | Рыбница           | Рибниця                |      | 1938    | oraș |
| Slobozia       | Слободзея         | Слободзея              | 1972 | 2002    | oraș |